# Наконечна Світлана Леонівна
Світлана Леонівна Наконечна (нар. 3 листопада 1993, м. Бережани, Україна) — українська тележурналістка, акторка, ведуча, режисерка реаліті-шоу, фестивалів і телепрограм, тренерка з ораторського мистецтва.

## Життєпис

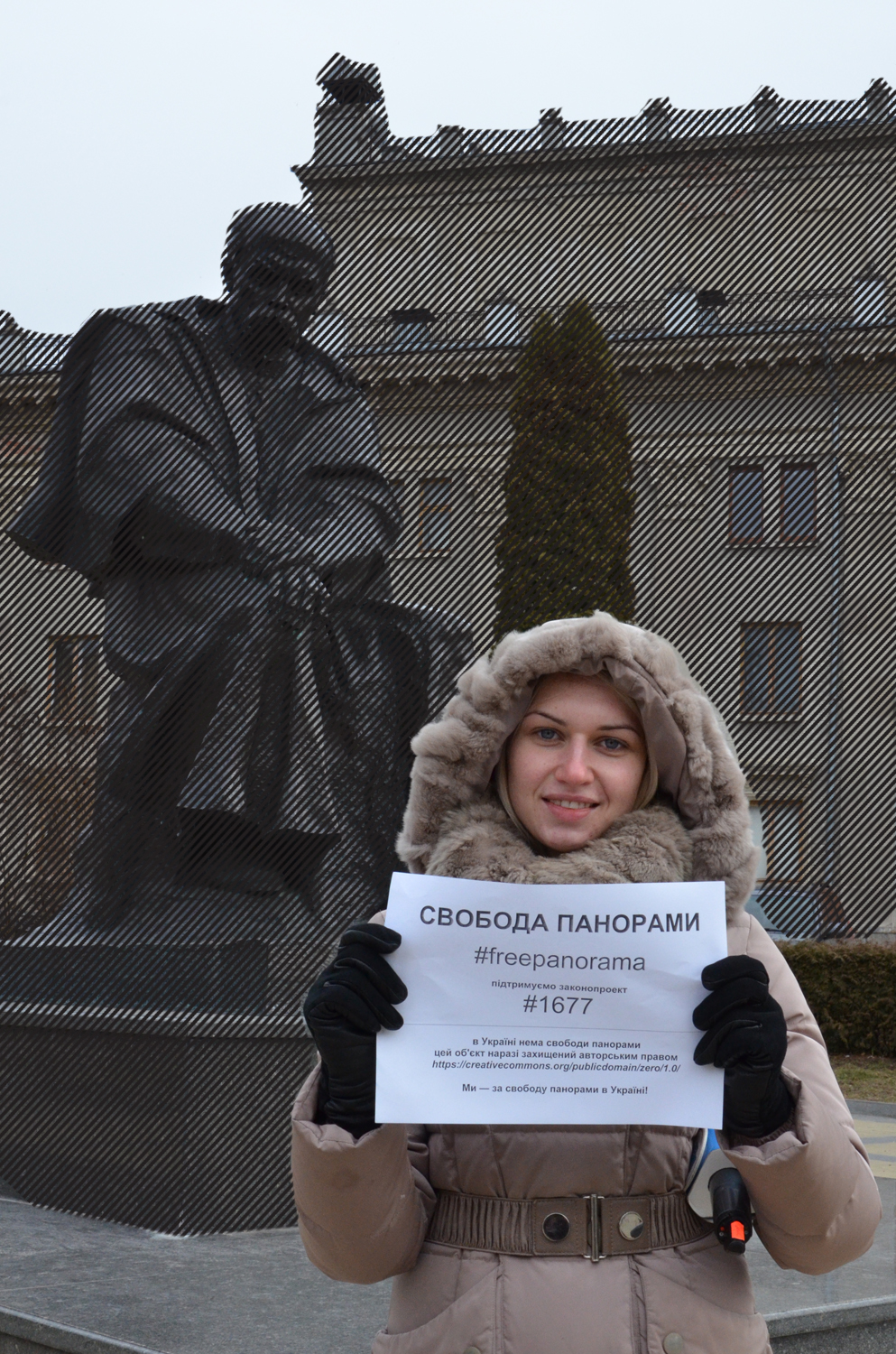
Світлана Наконечна під час флешмобу «Свобода панорами» в Україні

Народилася 3 листопада 1993 року в місті Бережанах Тернопільської области України.
Закінчила факультет театрального мистецтва Тернопільського національного педагогічного університету (2015).
Працювала:
- ведучою ранкового шоу «Ранок з ТТБ» та програми «Пісня в дарунок» на телеканалі ТТБ (нині Суспільне Тернопіль)[2],
- ведучою ранкового шоу «Тернопіль етикет» на телеканалі ІНТБ[3],
- кореспонденткою «Провінційних вістей», ведучою «Наших вітань», «Тернопільської погоди», авторського проєкту «Етикетка», акції «Файне місто Тернопіль» та телепрограми «Файне місто Тернопіль» на телеканалі TV-4[2][4].

З 2019 року на телеканалі Тернопіль 1:
- шеф-редакторка «Т1 Production»[5],
- ведуча та режисерка програми «Персона. Від мрії до успіху»[6],
- авторка та ведуча реаліті-шоу «Весілля за один день»[7] та вечірнього шоу «Ми вам кажем — Добрий вечір»[8].
- режисерка реаліті-шоу «Стань Моделлю», «Хочу заміж» та програм «Видатні спортсмени Тернопільщини», «Ангели війни»[2].

Ведуча:
- весільних церемоній,
- фестивалю «Різдво у Шевченківському гаю», (Львів).

Співорганізаторка фестивалів:
- «Рурисько»,
- «Бережанський Замок»

Організаторка мистецької поляни та волонтерства на фестивалі «Захід».
Викладає ораторське мистецтво.

### Громадська діяльність
Взимку 2016 року приєдналася до флешмобу «Свобода панорами» в Україні.

### Захоплення
Практикує бойові мистецтва фрі-файт і джиу-джитсу.

## Творчість

### Телесеріали
- 2019 — Черговий лікар-6 (Серія 2) — головна роль[12].
- 2017 — Реальна містика. Ідеальна жінка — головна роль[13].

### Публікації
- Наконечна, С. Марина Порошенко допомагала маленьким тернополянам обрати професію // Вільне життя плюс. — 2015. — № 76 (23 вересня). — С. 1.
- Наконечна С., Наконечна Л., Василишин М.; Николишин Д. Вистава з пікантними висловами // Вільне життя плюс. — 2014. — 30 травня.
- Наконечна, С. Вистава з пікантними висловами // Вільне життя плюс. — 2014. — № 41 (30 травня). — С. 3. — (Життя — театр?).
- Наконечна, С. За мир та єдність України військові молилися у Зарваниці // Вільне життя плюс. — 2014. — № 78 (26 вересня). — С. 1. — (Проща).